# Hotel Voramar
Hotel Voramar (originalment en danès, Badehotellet) és una sèrie de comèdia dramàtica danesa en emissió des del 2013. La història segueix els hostes i empleats d'un hotel al costat del mar a Skagerrak, a deu kilòmetres al sud de Skagen. La trama comença a mitjans de 1928. Les temporades 1 a 5 segueixen cadascuna una temporada d'estiu entre 1928 i 1932. Les 6 a 8 segueixen cadascuna una temporada d'estiu dels anys 1939 a 1941. La temporada 9 es va emetre el 2022 i va representar l'estiu de 1945. Entre 2016 i 2020, va ser la sèrie de ficció més vista a la televisió danesa.
El 25 de juliol de 2021 es va estrenar la versió doblada al valencià a À Punt. Un estiu després, el 31 de juliol de 2022, TV3 també la començà a emetre però amb un nou doblatge en català central. Com que no va aprofitar la versió en valencià, es van aixecar diverses crítiques per la manca de coordinació de les televisions públiques en català. L'estrena dels dos primers capítols va liderar la franja de la nit amb 272.000 espectadors (14,8%) i 222.000 (13,9%).
El 13 d'agost de 2023 es va començar a emetre per IB3 Televisió amb el mateix doblatge en català central.

## Curiositat
El 2018, la historiadora especialitzada en cuina Bettina Buhl, va publicar Badehotellets Kogebog, un llibre de cuina amb les receptes que apareixen a la sèrie.

## Episodis

### Primera temporada[13]
| Episodi                            | Títol                        | Data d'estrena a TV 2 | Data d'estrena a À Punt | Data d'estrena a TV3 | Audiència a TV3 |  |
| ---------------------------------- | ---------------------------- | --------------------- | ----------------------- | -------------------- | --------------- |  |
| 1                                  | "Un estiu a la mar del Nord" | 30 desembre 2013      | 25 juliol 2021          | 31 juliol 2022       | 272.000 (14,8%) |  |
|                                    |                              |                       |                         |                      |                 |  |
| 2                                  | "Visita de senyors"          | 6 gener 2014          | 25 juliol 2021          | 31 juliol 2022       | 222.000 (13,9%) |  |
|                                    |                              |                       |                         |                      |                 |  |
| 3                                  | "Conseqüències fatals"       | 13 gener 2014         | 1 agost 2021            | 7 agost 2022         |                 |  |
|                                    |                              |                       |                         |                      |                 |  |
| 4                                  | "La tempesta fa ràbia"       | 27 gener 2014         | 1 agost 2021            | 7 agost 2022         |                 |  |
|                                    |                              |                       |                         |                      |                 |  |
| 5                                  | "Aventura a la nit d'estiu"  | 3 febrer 2014         | 8 agost 2021            | 14 agost 2022        | 11,7%           |  |
|                                    |                              |                       |                         |                      |                 |  |
| 6                                  | "Final de temporada"         | 10 febrer 2014        | 8 agost 2021            | 14 agost 2022        | 11,8%           |  |
|                                    |                              |                       |                         |                      |                 |  |
| Ambientada durant l'estiu de 1928. |                              |                       |                         |                      |                 |  |

### Segona temporada
| Episodi | Títol                   | Data d'estrena a TV 2 | Data d'estrena a À Punt | Data d'estrena a TV3 | Audiència a TV3 |  |
| --- | ----------------------- | --------------------- | ----------------------- | -------------------- | --------------- |  |
| 7 | "L'elecció de l'Amanda" | 12 gener 2015         | 15 agost 2021           | 21 agost 2022        | 187.000 (11,6%) |  |
| |                         |                       |                         |                      |                 |  |
| 8 | "La gran festa"         | 19 gener 2015         | 15 agost 2021           | 21 agost 2022        | 125.000 (8,8%)  |  |
| |                         |                       |                         |                      |                 |  |
| 9 | "El fill d'Amèrica"     | 2 febrer 2015         | 22 agost 2021           | 28 agost 2022        | 181.000 (11,1%) |  |
| |                         |                       |                         |                      |                 |  |
| 10 | "Amor"                  | 9 febrer 2015         | 22 agost 2021           | 28 agost 2022        | 157.000 (10,9%) |  |
| |                         |                       |                         |                      |                 |  |
| 11 | "L'acord de venda"      | 16 febrer 2015        | 29 agost 2021           | 4 setembre 2022      | 148.000 (10,3%) |  |
| |                         |                       |                         |                      |                 |  |
| 12 | "L'hora de la veritat"  | 23 febrer 2015        | 29 agost 2021           | 4 setembre 2022      | 114.000 (11,9%) |  |
| |                         |                       |                         |                      |                 |  |
| 13 | "La tempesta"           | 2 març 2015           | 12 setembre 2021        | 11 setembre 2022     | 136.000 (7,9%)  |  |
| |                         |                       |                         |                      |                 |  |
| Ambientada durant l'estiu de 1929. Excepte l'episodi 13, que té lloc durant el crac de Wall Street l'octubre de 1929. |                         |                       |                         |                      |                 |  |

### Tercera temporada
| Episodi | Títol                            | Data d'estrena a TV 2 | Data d'estrena a À Punt | Data d'estrena a TV3 | Audiència a TV3 |  |
| --- | -------------------------------- | --------------------- | ----------------------- | -------------------- | --------------- |  |
| 14 | "Els convidats de l'Amanda"      | 28 desembre 2015      | 12 setembre 2021        | 11 setembre 2022     | 109.000 (8,9%)  |  |
| |                                  |                       |                         |                      |                 |  |
| 15 | "El vagabund"                    | 4 gener 2016          | 19 setembre 2021        | 18 setembre 2022     | 231.000 (10,9%) |  |
| |                                  |                       |                         |                      |                 |  |
| 16 | "Les joies de la senyora Madsen" | 11 gener 2016         | 19 setembre 2021        | 18 setembre 2022     | 183.000 (11,3%) |  |
| |                                  |                       |                         |                      |                 |  |
| 17 | "El netejador de platges"        | 25 gener 2016         | 26 setembre 2021        | 25 setembre 2022     | 207.000 (12,1%) |  |
| |                                  |                       |                         |                      |                 |  |
| 18 | "L'Stauning"                     | 1 febrer 2016         | 26 setembre 2021        | 25 setembre 2022     | 154.000 (11,1%) |  |
| |                                  |                       |                         |                      |                 |  |
| 19 | "Les cartes sobre la taula"      | 8 febrer 2016         | 3 octubre 2021          | 9 octubre 2022       | 170.000 (12,1%) |  |
| |                                  |                       |                         |                      |                 |  |
| 20 | "Petjades de la mar"             | 15 febrer 2016        | 3 octubre 2021          | 9 octubre 2022       | 156.000 (19,7%) |  |
| |                                  |                       |                         |                      |                 |  |
| Ambientada durant l'estiu de 1930 excepte l'episodi 20, que té lloc durant les eleccions al Reichstag alemany del 14 de setembre de 1930. |                                  |                       |                         |                      |                 |  |

### Quarta temporada
| Episodi                            | Títol                      | Data d'estrena a TV 2 | Data d'estrena a À Punt | Data d'estrena a TV3 | Audiència a TV3 |  |
| ---------------------------------- | -------------------------- | --------------------- | ----------------------- | -------------------- | --------------- |  |
| 21                                 | "Nit de mig estiu"         | 23 gener 2017         | 18 juliol 2022          | 16 octubre 2022      | 120.000 (10,7%) |  |
|                                    |                            |                       |                         |                      |                 |  |
| 22                                 | "La maledicció d'en Weyse" | 30 gener 2017         | 19 juliol 2022          | 16 octubre 2022      | 121.000 (11,1%) |  |
|                                    |                            |                       |                         |                      |                 |  |
| 23                                 | "Una casa de bojos"        | 6 febrer 2017         | 20 juliol 2022          | 23 octubre 2022      | 167.000 (9,6%)  |  |
|                                    |                            |                       |                         |                      |                 |  |
| 24                                 | "El nen de vacances"       | 13 febrer 2017        | 21 juliol 2022          | 23 octubre 2022      | 109.000 (10,1%) |  |
|                                    |                            |                       |                         |                      |                 |  |
| 25                                 | "No només pastís de capes" | 20 febrer 2017        | 22 juliol 2022          | 30 octubre 2022      | 164.000 (11,3%) |  |
|                                    |                            |                       |                         |                      |                 |  |
| 26                                 | "Esclat de núvols"         | 27 febrer 2017        | 25 juliol 2022          | 30 octubre 2022      | 126.000 (13,9%) |  |
|                                    |                            |                       |                         |                      |                 |  |
| 27                                 | "A la venda"               | 6 març 2017           | 26 juliol 2022          | 6 novembre 2022      | 123.000 (7,3%)  |  |
|                                    |                            |                       |                         |                      |                 |  |
| Ambientada durant l'estiu de 1931. |                            |                       |                         |                      |                 |  |

### Cinquena temporada
| Episodi | Títol                  | Data d'estrena a TV 2 | Data d'estrena a À Punt | Data d'estrena a TV3 | Audiència a TV3 |  |
| --- | ---------------------- | --------------------- | ----------------------- | -------------------- | --------------- |  |
| 28 | "Els nous convidats"   | 12 febrer 2018        | 27 juliol 2022          | 6 novembre 2022      | 79.000 (7,3%)   |  |
| |                        |                       |                         |                      |                 |  |
| 29 | "El secret de l'Anne"  | 19 febrer 2018        | 28 juliol 2022          | 13 novembre 2022     | 168.000 (11,1%) |  |
| |                        |                       |                         |                      |                 |  |
| 30 | "Tots els meus anhels" | 26 febrer 2018        | 29 juliol 2022          | 13 novembre 2022     | 176.000 (15,6%) |  |
| |                        |                       |                         |                      |                 |  |
| 31 | "L'escurçó"            | 5 març 2018           | 1 agost 2022            | 20 novembre 2022     | 148.000 (8,8%)  |  |
| |                        |                       |                         |                      |                 |  |
| 32 | "Visita des del sud"   | 12 març 2018          | 1 agost 2022            | 20 novembre 2022     | 117.000 (10,2%) |  |
| |                        |                       |                         |                      |                 |  |
| 33 | "Una història d'amor"  | 19 març 2018          | 2 agost 2022            | 27 novembre 2022     | 156.000 (11,2%) |  |
| |                        |                       |                         |                      |                 |  |
| Ambientada durant l'estiu de 1932, excepte l'últim episodi, que té lloc del 29 al 30 de gener del 1933 durant l'acord de Kanslergade. Originalment la temporada 5 estava pensada per ser l'última temporada de la sèrie. |                        |                       |                         |                      |                 |  |

### Sisena temporada
| Episodi | Títol                | Data d'estrena a TV 2 | Data d'estrena a À Punt | Data d'estrena a TV3 | Audiència a TV3 |  |
| --- | -------------------- | --------------------- | ----------------------- | -------------------- | --------------- |  |
| 34 | "Benvingut a casa"   | 28 gener 2019         | 2 agost 2022            | 27 novembre 2022     | 94.000 (12,1%)  |  |
| |                      |                       |                         |                      |                 |  |
| 35 | "Una infància feliç" | 4 febrer 2019         | 3 agost 2022            | 4 desembre 2022      | 163.000 (9,4%)  |  |
| |                      |                       |                         |                      |                 |  |
| 36 | "El foraster"        | 11 febrer 2019        | 3 agost 2022            | 4 desembre 2022      | 91.000 (7,6%)   |  |
| |                      |                       |                         |                      |                 |  |
| 37 | "Nous plans"         | 18 febrer 2019        | 4 agost 2022            | 11 desembre 2022     | 134.000 (8,8%)  |  |
| |                      |                       |                         |                      |                 |  |
| 38 | "Soldats"            | 25 febrer 2019        | 4 agost 2022            | 11 desembre 2022     | 87.000 (8,9%)   |  |
| |                      |                       |                         |                      |                 |  |
| 39 | "Un nou començament" | 4 març 2019           | 5 agost 2022            | 8 gener 2023         | 103.000 (6,6%)  |  |
| |                      |                       |                         |                      |                 |  |
| Ambientada durant l'estiu de 1939. Primera temporada amb nous protagonistes i sense la Rosalinde Mynster com a actriu principal. |                      |                       |                         |                      |                 |  |

### Setena temporada
| Episodi | Títol                      | Data d'estrena a TV 2 | Data d'estrena a À Punt | Data d'estrena a TV3 | Audiència a TV3 |  |
| --- | -------------------------- | --------------------- | ----------------------- | -------------------- | --------------- |  |
| 40 | "Aquí no hi ha alemanys"   | 27 gener 2020         | 26 febrer 2023          | 8 gener 2023         | 72.000 (6,5%)   |  |
| |                            |                       |                         |                      |                 |  |
| 41 | "Cooperació"               | 3 febrer 2020         | 26 febrer 2023          | 15 gener 2023        | 207.000 (11,9%) |  |
| |                            |                       |                         |                      |                 |  |
| 42 | "Estiu, mar i sol"         | 11 febrer 2019        | 5 març 2023             | 15 gener 2023        | 149.000 (12,6%) |  |
| |                            |                       |                         |                      |                 |  |
| 43 | "Cant i vandalisme"        | 18 febrer 2019        | 5 març 2023             | 29 gener 2023        | 184.000 (11,6%) |  |
| |                            |                       |                         |                      |                 |  |
| 44 | "Un senyor de Copenhaguen" | 25 febrer 2019        | 12 març 2023            | 29 gener 2023        | 121.000 (10,8%) |  |
| |                            |                       |                         |                      |                 |  |
| 45 | "Ocupat"                   | 4 març 2019           | 12 març 2023            | 5 febrer 2023        | 148.000 (8,6%)  |  |
| |                            |                       |                         |                      |                 |  |
| Ambientada durant l'estiu de 1940. Inici de l'Operació Weserübung que comportà l'ocupació de Dinamarca a partir del 8 d'abril del mateix any. |                            |                       |                         |                      |                 |  |

### Vuitena temporada
| Episodi                                                               | Títol                         | Data d'estrena a TV 2 | Data d'estrena a À Punt | Data d'estrena a TV3 | Audiència a TV3 |  |
| --------------------------------------------------------------------- | ----------------------------- | --------------------- | ----------------------- | -------------------- | --------------- |  |
| 46                                                                    | "No parlem d'això"            | 1 febrer 2021         | 26 març 2023            | 5 febrer 2023        | 104.000 (9,2%)  |  |
|                                                                       |                               |                       |                         |                      |                 |  |
| 47                                                                    | "Xocolata i nata muntada"     | 3 febrer 2021         | 26 març 2023            | 12 febrer 2023       | 159.000 (8,7%)  |  |
|                                                                       |                               |                       |                         |                      |                 |  |
| 48                                                                    | "La carta"                    | 15 febrer 2021        | 2 abril 2023            | 12 febrer 2023       | 150.000 (12,6%) |  |
|                                                                       |                               |                       |                         |                      |                 |  |
| 49                                                                    | "Alguna cosa per alguna cosa" | 22 febrer 2021        | 2 abril 2023            | 19 febrer 2023       | 135.000 (8,9%)  |  |
|                                                                       |                               |                       |                         |                      |                 |  |
| 50                                                                    | "La mina del mar"             | 1 març 2021           | 9 abril 2023            | 19 febrer 2023       | 107.000 (10,9%) |  |
|                                                                       |                               |                       |                         |                      |                 |  |
| Ambientada a l'estiu de 1941 durant l'ocupació alemanya de Dinamarca. |                               |                       |                         |                      |                 |  |

### Novena temporada
| Episodi | Títol                           | Data d'estrena a TV 2 | Data d'estrena a À Punt | Data d'estrena a TV3 | Audiència a TV3 |  |
| --- | ------------------------------- | --------------------- | ----------------------- | -------------------- | --------------- |  |
| 51 | "Ha passat molt, molt de temps" | 7 febrer 2022         | 7 abril 2024            | 26 febrer 2023       | 201.000 (12,6%) |  |
| |                                 |                       |                         |                      |                 |  |
| 52 | "Frida"                         | 14 febrer 2022        | 7 abril 2024            | 26 febrer 2023       | 128.000 (12,8%) |  |
| |                                 |                       |                         |                      |                 |  |
| 53 | "Viatge de dones"               | 21 febrer 2022        | 14 abril 2024           | 5 març 2023          | 207.000 (12,4%) |  |
| |                                 |                       |                         |                      |                 |  |
| 54 | "En Weyse en té prou"           | 28 febrer 2022        | 14 abril 2024           | 5 març 2023          | 141.000 (13,6%) |  |
| |                                 |                       |                         |                      |                 |  |
| 55 | "Adeu i retrobament"            | 7 març 2022           | 6 setembre 2024         | 12 març 2023         | 159.000 (10,1%) |  |
| |                                 |                       |                         |                      |                 |  |
| Ambientada durant l'estiu de 1945. Excepte l'inici de l'episodi 51, que té lloc durant el mes de maig, just després de l'alliberament de Dinamarca. |                                 |                       |                         |                      |                 |  |

### Desena temporada
| Episodi                           | Títol original                  | Data d'estrena a TV 2 | Data d'estrena a TV3 |
| --------------------------------- | ------------------------------- | --------------------- | -------------------- |
| 56                                | "Hjemve"                        | 3 març 2024           | 27 juliol 2025       |
|                                   |                                 |                       |                      |
| 57                                | "No business like showbusiness" | 10 març 2024          | 27 juliol 2025       |
|                                   |                                 |                       |                      |
| 58                                | "Hemmeligheder"                 | 17 març 2024          | 3 agost 2025         |
|                                   |                                 |                       |                      |
| 59                                | "Regn, regn, regn"              | 24 març 2024          | 3 agost 2025         |
|                                   |                                 |                       |                      |
| 60                                | "Modstand og håb"               | 31 març 2024          | 17 agost 2025        |
|                                   |                                 |                       |                      |
| 61                                | "Køb, salg og Rosita"           | 7 abril 2024          | 24 agost 2025        |
|                                   |                                 |                       |                      |
| 62                                | "Small changes"                 | 14 abril 2024         | 31 agost 2025        |
|                                   |                                 |                       |                      |
| 63                                | "If you want the rainbow"       | 21 abril 2024         |                      |
|                                   |                                 |                       |                      |
| 64                                | "At komme hjem"                 | 28 abril 2024         |                      |
|                                   |                                 |                       |                      |
| Ambientada durant el 1946 i 1947. |                                 |                       |                      |

## Repartiment

### Principal
| Actor                 | Personatge                                | Temporades d'Hotel Voramar | Temporades d'Hotel Voramar | Temporades d'Hotel Voramar | Temporades d'Hotel Voramar | Temporades d'Hotel Voramar | Temporades d'Hotel Voramar | Temporades d'Hotel Voramar | Temporades d'Hotel Voramar | Temporades d'Hotel Voramar | Temporades d'Hotel Voramar |
| Actor                 | Personatge                                | 1                          | 2                          | 3                          | 4                          | 5                          | 6                          | 7                          | 8                          | 9                          | 10                         |
| --------------------- | ----------------------------------------- | -------------------------- | -------------------------- | -------------------------- | -------------------------- | -------------------------- | -------------------------- | -------------------------- | -------------------------- | -------------------------- | -------------------------- |
| Rosalinde Mynster     | Fie Kjær/Enevoldsen                       | Principal                  | Principal                  | Principal                  | Principal                  | Principal                  |                            |                            |                            |                            | Principal                  |
| Amalie Dollerup       | Amanda Madsen/Frijs/Berggren/Kiessling    | Principal                  | Principal                  | Principal                  | Principal                  | Principal                  | Principal                  | Principal                  | Principal                  | Principal                  | Principal                  |
| Bodil Jørgensen       | Molly Andersen, propietària de l'hotel    | Principal                  | Principal                  | Principal                  | Principal                  | Principal                  | Principal                  | Principal                  | Principal                  | Principal                  | Principal                  |
| Ulla Vejby            | Edith Marie Jensen/Møller                 | Principal                  | Principal                  | Principal                  | Principal                  | Principal                  | Principal                  | Principal                  | Principal                  | Principal                  | Principal                  |
| Merete Mærkedahl      | Otilia                                    | Principal                  | Principal                  | Principal                  | Principal                  | Principal                  | Principal                  | Principal                  | Principal                  | Principal                  | Principal                  |
| Ena Spottag           | Martha, cuinera                           | Principal                  | Principal                  | Principal                  | Principal                  | Principal                  | Convidat                   |                            |                            |                            | Principal                  |
| Lars Ranthe           | Georg Madsen, empresari de la construcció | Principal                  | Principal                  | Principal                  | Principal                  | Principal                  | Principal                  | Principal                  | Principal                  | Principal                  | Principal                  |
| Anne Louise Hassing   | Therese Madsen                            | Principal                  | Principal                  | Principal                  | Principal                  | Principal                  | Principal                  | Principal                  | Principal                  | Principal                  | Principal                  |
| Jens Jacob Tychsen    | Edward Weyse, actor                       | Principal                  | Principal                  | Principal                  | Principal                  | Principal                  | Principal                  | Principal                  | Principal                  | Principal                  | Principal                  |
| Cecilie Stenspil      | Helene Aurland/Weyse                      | Principal                  | Principal                  | Principal                  | Principal                  | Principal                  | Principal                  | Principal                  | Principal                  | Principal                  | Principal                  |
| Peter Hesse Overgaard | Hjalmar Aurland                           | Principal                  | Principal                  | Principal                  | Principal                  | Principal                  | Principal                  | Principal                  | Principal                  | Principal                  | Principal                  |
| Birthe Neumann        | Olga Fjeldsø (f. Vetterstrøm)             | Principal                  | Principal                  | Principal                  | Principal                  | Principal                  | Principal                  | Principal                  | Principal                  | Principal                  | Principal                  |
| Bjarne Henriksen      | Otto Frigh, empresari del tabac           | Principal                  | Principal                  | Principal                  | Principal                  | Principal                  |                            |                            |                            |                            |                            |
| Anette Støvelbæk      | Alice Frigh                               | Principal                  | Principal                  | Principal                  | Principal                  | Principal                  | Principal                  | Principal                  | Principal                  | Principal                  | Principal                  |
| Mads Wille            | Comte Ditmar Frijs                        | Principal                  | Principal                  | Principal                  | Principal                  | Principal                  | Principal                  | Principal                  | Principal                  | Principal                  | Principal                  |
| Morten Hemmingsen     | Morten Enevoldsen                         | Principal                  | Principal                  | Principal                  | Principal                  | Principal                  | Convidat                   | Principal                  | Principal                  | Convidat                   | Principal                  |
| Sonja Oppenhagen      | Lydia Vetterstrøm/Ploug                   |                            | Principal                  | Principal                  | Principal                  | Principal                  | Principal                  | Principal                  | Principal                  | Principal                  | Principal                  |
| Sigurd Holmen le Dous | Philip Dupont                             |                            | Principal                  | Principal                  | Principal                  | Principal                  | Principal                  | Principal                  | Principal                  | Principal                  | Principal                  |

### Secundari
- Ole Thestrup com Julius Andersen, propietari de l'hotel
- Lykke Scheuer com la senyoreta Malling, institutriu dels bessons Frigh.
- Emma Sehested Høeg com a Ella Hoffmann, amiga de l'Amanda.
- Waage Sandø com el comte Valdemar Frijs.
- Michael Hasselflug com a Torsten Damgaard, comerciant d'Skagen.
- Hanne Windfeld com a Regine Damgaard, dona del Torsten Damgaard.
- Peter Gilsfort com a Alfred Jensen, terratinent.
- Kristian Ibler com el senyor Lindberg.
- Alexander Wewer Schøler com a Severin Aurland/Weyse, fill de la Helena.
- Saxo Skovgaard Almlund/Max Kaysen Høyrup com a Leander Aurland/Weyse, fill de la Helena.
- Henrik Birch com a Arne Kokholm, pagès.
- Martin Greis com a Poul Andersen, fill del Julius que viu als Estats Units.
- Sverrir Gudnason com a Ernst Bremer, capità de vaixell i contrabandista.
- Lise Baastrup Nielsen com a Dagny Olsen, actriu de revista.
- Robert Hansen com a Verner, contrabandista.
- Simon Krogh Stenspil com a Valter Møller, ferrer i marit de l'Edith.
- Andrea Alma Øst Birkkjær com a Kitty Hansen, estudiant d'actriu.
- Jesper Asholt com el fiscal Kvist.
- Søren Pilmark com el primer ministre Thorvald Stauning
- Anders Heinrichsen com el doctor Frederik Hoffmann, marit de l'Ella.
- Lars Knutzon com el camarlenc Hjørting.
- Ole Lemmeke com a Preben Bruun, editor.
- Thure Lindhardt com a Gerhard Flügelhorn, director de cinema.
- Cyron Melville com Robert Fischer, actor.
- Peter Gantzler com a Holger Scharff, director de l'agència de publicitat.
- Preben Kristensen com a Sophus Poulsen, actor de teatre.
- Louise Fribo com a Bette Poulsen, actriu i dona del Sophus.
- Paul Hüttel com el doctor Hans Henrik Ploug.
- Kristian Holm Joensen com l'arrendador de la Kitty Hansen.
- Andrea Vagn Jensen com a senyoreta Duelund, propietària de la botiga de barrets.
- Henrik Kofoed com a Uffe Emil Vamming.
- Thomas Levin com a Robert Hertz, periodista.
- Peter Mygind com el professor Bach-Olsen, psicòleg.
- Lars Bom com a Tage Skovgaard, gestor turístic/pacient psiquiàtric.
- David Owe com el detectiu Hansen.
- Mette Alvang com la senyora Gertie Knudsen, secretària.
- Troels Malling Thaarup com l'oficial de la Wehrmacht Folmer Gregersen.
- Aske Bang com a Jan Larsen, marit de la Bertha.
- August Lau Lind Andreasen com a Wilhelm Friis, fill del comte Ditmar.
- Lars Mikkelsen com a Svend Damm, pintor del Teatre Reial i membre del Partit Comunista de Dinamarca.
- Mille Hoffmeyer Lehfeldt com a Fanny Fjord, periodista i exdona de l'Edward Weyse.
- Lara Azimi-Busekist com a Frida, filla de l'Amanda.
- Jens Jørn Spottag com el fiscal Bent Ødegaard Andersen.
- Morten Holst com a Jens, l'home de la resistència.
- Sigurd Dalgas com a Lauritz, germà petit del Jens.
- Asger Reher com a Marcus Hertz, pare de la Sibylle.
- Horst Günter Marx com el jutge Kiessling, pare de l'Uwe.

## Premis i nominacions
| Any  | Destinatari/Obra           | Categoria                                                         | Resultat  |
| ---- | -------------------------- | ----------------------------------------------------------------- | --------- |
| 2014 | Badehotellet               | Programa de televisió de l'any.                                   | Guanyador |
| 2015 | Badehotellet               | Programa de televisió de l'any.                                   | Guanyador |
| 2016 | Badehotellet               | Programa de televisió de l'any.                                   | Guanyador |
| 2017 | Badehotellet               | Programa de televisió de l'any.                                   | Guanyador |
| 2017 | Badehotellet - Temporada 4 | Millor sèrie dramàtica de televisió de l'any.                     | Guanyador |
| 2017 | Rosalinde Mynster          | Millor actriu danesa de l'any en una sèrie de televisió.          | Nominat   |
| 2018 | Badehotellet               | Programa de televisió de l'any.                                   | Guanyador |
| 2018 | Badehotellet - Temporada 5 | Millor sèrie dramàtica de televisió de l'any.                     | Guanyador |
| 2019 | Badehotellet               | Programa de televisió de l'any.                                   | Guanyador |
| 2019 | Badehotellet - Temporada 6 | Millor sèrie dramàtica de televisió de l'any.                     | Guanyador |
| 2020 | Badehotellet               | Programa de televisió de l'any.                                   | Guanyador |
| 2020 | Badehotellet - Temporada 7 | Millor sèrie dramàtica de televisió de l'any.                     | Nominat   |
| 2020 | Badehotellet - Temporada 6 | Filmakademiets Robert - Premi del públic.                         | Guanyador |
| 2021 | Badehotellet               | Programa de televisió de l'any.                                   | Guanyador |
| 2021 | Badehotellet - Temporada 8 | Millor sèrie dramàtica de televisió de l'any.                     | Guanyador |
| 2021 | Birthe Neumann             | Millor actriu danesa de l'any a una sèrie dramàtica de televisió. | Guanyador |
| 2022 | Badehotellet - Temporada 9 | Millor sèrie dramàtica de televisió de l'any.                     | Guanyador |
| 2022 | Jens Jacob Tychsen         | Millor actor danès de l'any a una sèrie dramàtica de televisió.   | Guanyador |